# علی عنایت
علی عنایت (۱۳۳۰–۱۴۰۰) سیاستمدار ایرانی و پژوهشگر مهندسی برق بود. او مدتی عضو هیئت علمی دانشگاه شهید چمران و مدتی رئیس دانشگاه لرستان بود. او در سومین دورهٔ مجلس شورای اسلامی نمایندگی مردم خرم‌آباد را بر عهده داشت.